# مجموعة M94
{{|12|25|48,9}}

موقع مجموعة السلوقيان 1 (Canes I) بالنسبة لمجموعتنا المحلية.

مجموعة مجرات السلوقيان 1 أو مجموعة مجرات م94 (بالإنجليزية:Canes Venatici-I Group أو M94 Group) هي إحدى مجموعات المجرات المحيطة بنا وتبعد عن مجرتنا، مجرة درب التبانة نحو 13 مليون سنة ضوئية ، وهي تعتبر أحدة تجمعات المجرات القريبة من مجموعتنا المحلية (مجموعتنا المحلية تحوي نحو 30 مجرة كبيرة وصغيرة). مثل المجموعة المحلية ومجموعات مجرات أخرى مجاورة لنا، فينتمون مع مجموعة مجرات السلوقيان 1 إلى عنقود مجرات العذراء العظيم.
ترى هذه المجموعة في كوكبة السلوقيان ولهذا تسمى باسم تلك الكوكبة، باللاتينية Canes Venatici.
أشد أعضاء تلك المجموعة سطوعا هي المجرة مسييه 94 التي يبلغ شدة سطوعها 0و9 قدر ظاهري ، وهي مجرة حلزونية ذات أذرع لولبية والمجره الاخرى هي مسييه 64 التي تلقب أيضا باسم مجره العين السوداء وهي ايضا عباره عن مجره حلزونيه ذات اذرع لولبيه وتعتبر المجرة الأكبر منهما مسييه 106 تنتمي إلى المجموعة، وبعض الفلكيون لا يعتبرون أنها تنتمي إليهم، فهي بعيدة عنهم ولكنها تتميز بضياء أشد من ضياء مسييه 94 ومسييه 64 بالنسبة لقدر الضياء المطلق. أي أن انتماء المجرة مسييه 106 إلى تلك المجموعة لا يزال تحت البحث.
تشير دراسة حركة مجموعة مجرات م94 إلى أن تأثير جاذبيتهم على حركتهم يعتبر ضعيفا نسبيا. وتصل الباحثون إلى ذلك إذ يجدون أن السرعة المحورية (الشعاعية) مساوية تقريبا لسرعة تمدد الكون. وفي نفس الوقت تشير قلة وجود مجرات قزمة صغيرة كرية الشكل فيها إلى ضعف ترابط أعضاء المجموعة فيما بينها.

## الأعضاء
تسجل القائمة التالية أعضاء المجموعة التي تأكد العلماء من انتمائهم إليها .
| الاسم      | تصنيف المجرة | مطلع مستقيم       |  |  | سرعة شعاعية v (كيلومتر/الثانية) |         | القدر الظاهري |
| ---------- | ------------ | ----------------- |  |  | ------------------------------- | ------- | ------------- |
| IC 3687    | IAB(s)m      | 12\|42\|15,1      |  |  | 354 ± 1                         |         | 13,7          |
| IC 4182    | SA(s)m       | 13\|05\|49,5      |  |  | 321 ± 1                         |         | 13,0          |
| M94        | (R)SA(r)ab   | 12\|50\|53,0      |  |  | 308 ± 1                         |         | 9,0           |
| NGC 4144   | SAB(s)cd     | 12\|09\|58,6      |  |  | 265 ± 1                         |         | 12,1          |
| [NGC 4190] | Im pec       | 12\|13\|44,8      |  |  | 228 ± 1                         |         | 13,4          |
| NGC 4214   | IAB(s)m      | 12\|15\|39,2      |  |  | 291 ± 3                         |         | 10,2          |
| NGC 4244   | SA(s)cd      | 12\|17\|29,6      |  |  | 244 ± 0                         |         | 10,9          |
| NGC 4395   | SA(s)m       | {{\|+33\|32\|48}} |  |  | 10,6                            |         |               |
| NGC 4449   | IBm          | 12\|28\|11,9}}    |  |  | 207 ± 4                         | 207 ± 4 | 207 ± 4       |
| UGC 6817   | Im           | 11\|50\|53,0}}    |  |  | 242 ± 1                         |         | 13,4          |
| [[UGC 7559 | IBm          | 12\|27\|05.2}}    |  |  | 218 ± ,                         |         | 14,2          |
| UGC 7577   | Im           | 12\|27\| 40,9}}   |  |  | 195 ± 0                         |         | 12,8          |
| UGC 7698   | Im           | 12\|32\|54,4}}    |  |  | 331 ± 1                         |         | 13,0          |
| UGC 8320   | IBm          | 13\|14\| 27,9}}   |  |  | 192 ± 1                         |         | 12,7          |
| M64        | SA(rs)ab     | 12h 56m 43.7s     |  |  |                                 |         |               |

بالإضافة إلى هؤلاء تعتبر المجرتان NGC 4105 وUGC 8331 من أعضاء المجموعة ، لكن طبقا لما ذكرناه أعلاه فلا يزال انتماء المجرة مسييه 106 إلى المجموعة محل البحث.

## انتمائها إلىعنقود الزهراء العظيم

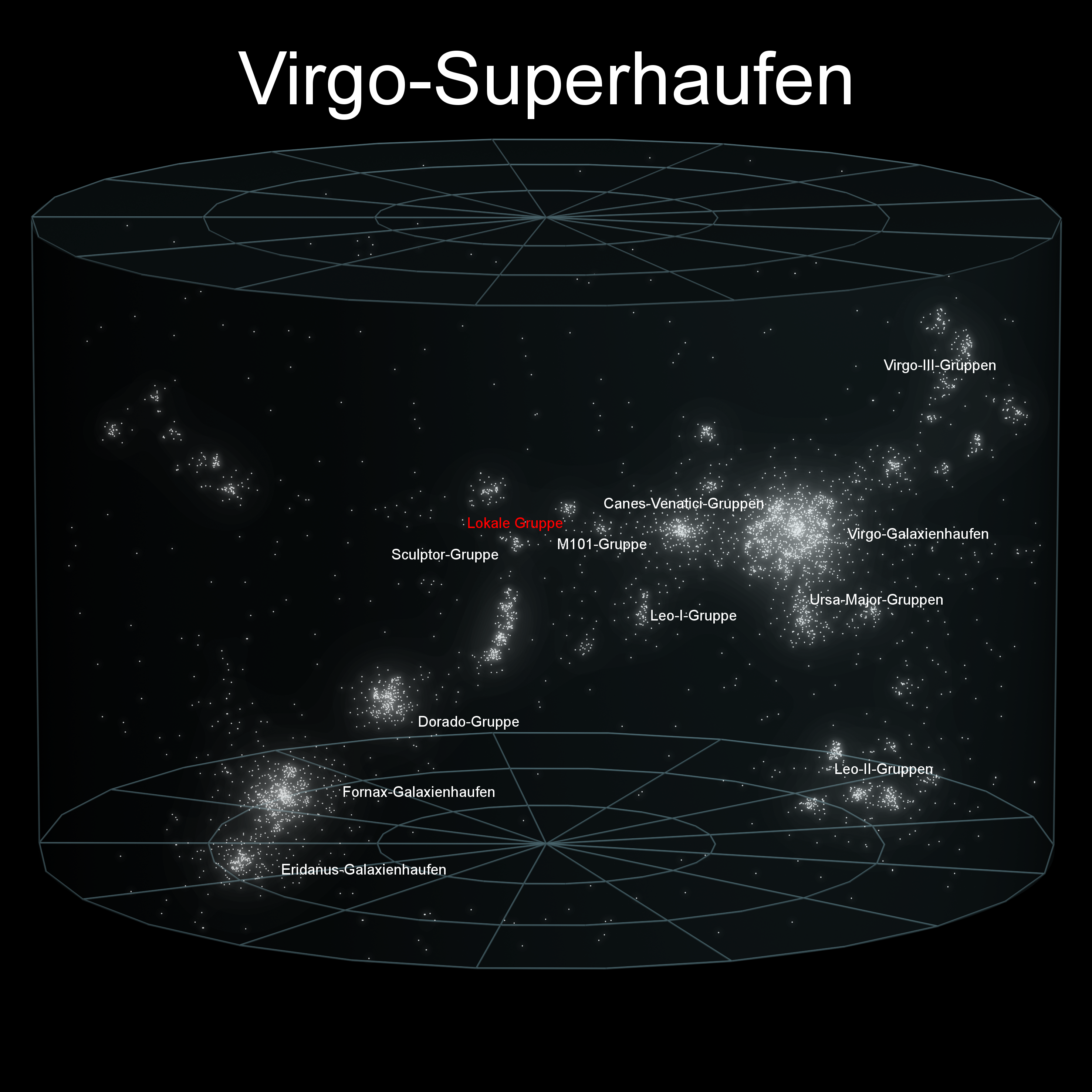
موقع مجموعة السلوقيان 1 Canes-I فيعنقود مجرات العذراء العظيم ، كما يرى موقع المجموعة المحلية Local group.

تتكون مجموعة السلوقيان 1 من نحو 16 إلى 25 مجرة، وهي قريبة من مجموعتنا المحلية. في نفس الوقت فهما مرتبطتان في تجمع مجرات أكبر وهوعنقود مجرات العذراء العظيم . هذا العنقود ما هو إلا واحد من ملايين العنقايد العظيمة والرهيبه التي يتكون منها الكون المرئي (الشكل المجاور يوضح مواقع مجموعتنا المحلية وموقع السلوقيان 1 في عنقود العذراء العظيم.